# Fermín Cabal
Fermín Cabal   (Lleó, 3 de gener de 1948 - Madrid, 13 de novembre de 2023) va ser un dramaturg, guionista de cinema i televisió, director de cinema i teatre i periodista espanyol. Va exercir la docència en institucions com el Centre Nacional de Noves Tendències Escèniques, la Reial Escola Superior d'Art Dramàtic i la Universitat de Kent. Va ser acadèmic de l'Acadèmia de les Arts Escèniques d'Espanya.

## Biografia
Va formar part dels grups independents Tábano i El Gayo Vallecano. Paral·lelament als seus treballs de creació teatral, escrigué i dirigí per al cinema i la televisió. En aquest mitjà va treballar en tota mena de formats, tant informatius, com en programes esportius, documentals, programes d'humor i diversos formats de ficció (sitcoms, serials i sèries de televisió).
Va ser directiu del Centre Espanyol de l'Institut Internacional del Teatre (1978-1982), del Círculo de Bellas Artes de Madrid (1982-1985), de l'Associació de Guionistes de Mitjans Audiovisuals (1987-1990), de la Societat General d'Autors i Editors (1995-1997), del Centre Espanyol per a la Protecció dels Drets Reprogràfics (2001-2004) i de l'Associació d'Autors de Teatre (1989- 2009).
Com a periodista va col·laborar a ABC, Diario 16, El Mundo i La Razón, a més de a les revistes professionals Boletín Teatral del Ministerio de Cultura (que dirigí el 1979-1981), Primer Acto (redactor el 1978-1984), Pipirijaina, El Público i Las Puertas del Drama, de la qual va ser-ne redactor des de la seva fundació en 1999 fins al 2010.
Va publicar alguns treballs de recerca com El teatro español de los 80 (en col·laboració amb Alonso de Santos, Ed. Fundamentos 1985), La situación actual del Teatro Español (Publicacions de l'AAT, 1994) i Dramaturgia española de hoy (Fundación Autor – SGAE, 2009). Una reflexió autobiogràfica sobre el seu treball com a dramaturg es va publicar a Itinerario del autor dramático Iberoamericano (Editorial LEA. San Juan de Puerto Rico. 1997).